# Skopo
Skopo je naselje v Občini Sežana.